# 本草纲目 (歌曲)
《本草纲目》是由周杰伦演唱，方文山填词的一首歌曲，收录于周杰伦於2006年發布的专辑《依然范特西》中，是一首典型的周式说唱和中国风歌曲。这首歌与著名中药古籍《本草纲目》同名，同樣以中药为作品填词，而本歌不是鼓吹未经验证的中西药迷信之争，是以歌词中有“崇洋都被医治”一句为灵感，以讽刺跪蹲媚外的不自信为真正主题。

## 本草纲目mix辣妹子
这首歌推出后，有网友发现歌曲前面编曲节奏同宋祖英的名曲《辣妹子》颇为神似，经过拼贴之后，出现了恶搞版的《本草纲目mix辣妹子》，该版本不仅在网络上广为流传，还出现在KTV中，其MV画面则是周杰伦《本草纲目》一曲的MV。对于歌曲被恶搞，唱片公司表示“只要不危害到我们的版权，我们不会干预网友的创意”，而出现于KTV中，由于是被用作商业用途，可能存在侵权嫌疑，公司表示将追查。而周杰伦本人在北京的庆功会上，对此表示已经听过了，“这个remix版比我的原版更好听”，希望将来有机会能跟宋祖英有真正的合作。
而极具巧合的，在2009年的春节联欢晚会上，周杰伦与宋祖英合作，同台演唱了《本草纲目mix辣妹子》。尽管人气极高，收视率甚至超过了赵本山的《不差钱》，但在之后的2009我最喜爱的春晚节目评选中作为歌舞类节目仅获三等奖。媒体对此有如下评论：
- 英伦组合风格不同：宋祖英主唱民歌，周杰伦主唱流行音乐，两个风格迥异的歌手如何有机结合[9]？RAP和民歌的嫁接不是一种艺术道路的全新突破，只不过是一种凑热闹的效应,歌曲本身是没有实质意义的融合[10]。一些网友也认为其组合不当[8]。

- 尽管人气很高，呼声很大，收视率惊人，但是终究没有多大的艺术含金量，而且人气高也未必都是正面的人气[11]。

## 代言中药
在歌曲推出后不久，网上就传出国内知名医药企业联手，出资500万元让周杰伦创作《本草纲目》来挽救中华医学之宝藏的新闻。新闻称“几家知名中医药企业看到了周杰伦的价值所在，出巨资请周杰伦写一首中药题材的歌曲，以声援中国医药的发展”。最终被证明为谣传。有人认为，这是由于发片不久，中文网络上就因“韩医申遗”而衍生出“中医存废之争”所导致。并认为周杰伦的《本草纲目》对宣扬中国传统医药文化无法起到很大作用。

## 被刘畊宏选为自编毽子操音乐
2022年2月18日起，周杰伦的好友，身处上海的劉畊宏开始直播健身方面的内容，与妻子王婉霏一起跳自编毽子操，以歌曲《本草纲目》为背景音乐。首次直播的2小时内共收获24.73万观看人次、涨粉7956人的直播数据；在2月24日进行的第5场健身直播，观看人次首次突破100万，直播涨粉5.94万。之后刘畊宏开始专注健身直播，近30天内其抖音账号涨粉超过1000万，累计观看人数接近4000万，单场人气峰值达到109万。刘畊宏的毽子操引发了中国大陆网民的热烈讨论，引来大量艺人和素人的模仿，包括钟丽缇夫妇、陈浩民、蒋丽莎一家等，也引来了本人“批改作业”。这也引发了包括消防员、高原战士、医生、学生在内的全民打卡健身热。而练习刘畊宏健身操的女生在网络上也被称为“刘畊宏女孩”，与同时段开设购物直播的淘宝主播李佳琦支持者“李佳琦的美眉”相提并论。不过有网民在跟练后表示腿部有不适感，网络评论则指出任何运动要量力而行。
2022年12月，歌曲《本草纲目》被人民日报评选为2022十大BGM。